# Nothocasis obscurata
Nothocasis obscurata är en fjärilsart som beskrevs av Ludwig Osthelder 1929. Nothocasis obscurata ingår i släktet Nothocasis och familjen mätare. Inga underarter finns listade i Catalogue of Life.